# Raquel busca su sitio
Raquel busca su sitio es una serie de televisión española producida por Tesauro. La serie consta de 25 capítulos de una hora de duración que fueron emitidos por la cadena TVE en el 2000. La dirección de TVE decidió prorrogar el contrato en 13 capítulos debido a la gran acogida que encontró entre la prensa especializada en televisión y entre el colectivo de trabajadores sociales. Posteriormente ha sido reemitida por Cosmopolitan TV, Canal Extremadura Televisión y Cubavisión.

## Argumento
La acción transcurre en un centro de servicios sociales por donde desfilan un sinfín de personajes que han perdido su rumbo vital. Raquel (Leonor Watling), una joven divorciada, teórica del trabajo social y que ejercía de funcionaria en Bruselas, solicita el traslado y regresa a España. Gracias a un enchufe, es contratada por el centro social, que está dirigido por una treintañera también llamada Raquel (Cayetana Guillén Cuervo), pero que prefiere que la llamen Quela.

### Representación del Trabajo Social
Desde el punto de vista de la población general, las representaciones sociales ofrecidas por la serie tienen gran relevancia, como proceso de anclaje de este conocimiento común sobre los trabajadores sociales. Sin duda, la serie contribuyó y reforzó la construcción social de la identidad de los trabajadores sociales en España, aunque sea en el ámbito específico de los servicios sociales municipales.

## Premios
Debido a la gran aceptación por la crítica especializada y por el colectivo de trabajadores sociales que recibió la serie, la Asociación de Directores y Gerentes de Servicios Sociales le otorgó su premio anual en 2000.

## Reparto
- Leonor Watling (Raquel)
- Cayetana Guillén Cuervo (Quela)
- Nancho Novo (Manuel)
- Javier Albalá (David)
- Miguel Hermoso Arnao (Marcos)
- María Vázquez (Rosa)
- Laura Cepeda (Sara)
- Ana María Polvorosa (Marta)

## Episodios

### Temporada única
- Capítulo 1 - No es fácil ser Raquel.
- Capítulo 2 - Quela en la encrucijada.
- Capítulo 3 - David contra David.
- Capítulo 4 - El mediador.
- Capítulo 5 - El feliz cumpleaños de Raquel.
- Capítulo 6 - Quela, Año Cero.
- Capítulo 7 - Vida, Muerte, Eternidad.
- Capítulo 8 - Sin perdón.
- Capítulo 9 - Mirando hacia atrás sin ira.
- Capítulo 10 - La espía que me amo.
- Capítulo 11 - Todo el mundo necesita un poco de amor.
- Capítulo 12 - El país de los sueños.
- Capítulo 13 - Alguien que me cuide.
- Capítulo 14 - Un corazón fatigado.
- Capítulo 15 - Compromiso.
- Capítulo 16 - La ladrona.
- Capítulo 17 - Una sombra de duda.
- Capítulo 18 - Los amigos de Quela
- Capítulo 19 - Manuel.
- Capítulo 20 - Rencor.
- Capítulo 21 - Las raíces del mal.
- Capítulo 22 - De quien soy yo.
- Capítulo 23 - Inteligencia emocional.
- Capítulo 24 - Tocando el cielo.
- Capítulo 25 - Princesa herida.